# Izquierdas por la Independencia
Izquierdas por la Independencia (IPLI) es una coalición electoral, fundada en junio de 2023 por las formaciones independentistas Esquerra Republicana de Cataluña (ERC) y EH Bildu para concurrir juntas al Senado durante las elecciones generales de 2023. Su portavoz en el Senado es Sara Bailac.